# Symphonies à l'authenticité douteuse ou faussement attribuées à Mozart
Cet inventaire des symphonies de Mozart à l'authenticité douteuse ou qui lui ont été faussement attribuées comprend trente-neuf œuvres symphoniques, pour lesquelles une attribution initiale à Wolfgang Amadeus Mozart s'est soit révélée fausse, soit demeure douteuse. Le nombre exact de symphonies composées par Mozart n'est pas connu avec précision : parmi les quarante-et-une originellement numérotées, trois (les numéros 2, 3 et 37) ont depuis avec certitude été réattribuées à d'autres compositeurs, tandis que la 11 est considérée par certains auteurs comme de paternité incertaine. En plus de cette suite de quarante-et-une symphonies numérotées, on dénombre environ vingt autres symphonies attribuées avec certitude à Mozart, et tout un ensemble d’œuvres dont l'appartenance à l’œuvre de Mozart n'est pas démontrée. Certaines de ces dernières peuvent effectivement être de la main de Mozart, mais les pièces douteuses sont souvent considérées comme authentiques par les auteurs ayant compilé l’œuvre de Mozart : huit d'entre elles figurent dans le Neue Mozart-Ausgabe de 1991. Néanmoins, certaines des compositions attribuées à l'origine à Mozart ont depuis longtemps réattribuées à leurs auteurs légitimes, sur la base de preuves irréfutables.
Les premières compositions de Mozart sont celles qui posent le plus de difficultés dans les cas d'attribution douteuse, en raison de la perte des partitions originales signées. Dans certains cas, le corps de la composition est perdu, et seul subsiste pour l'identifier un incipit où figurent les premières mesures, cataloguées par la maison d'édition musicale Breitkopf & Härtel, qui a publié l'Alte Mozart-Ausgabe en 1883. Les méthodes informelles, au XVIIIe siècle, de publication et diffusion de la musique ont alimenté la confusion sur l’œuvre de Mozart. S'y ajoutent les erreurs de catalogage à la suite d'informations peu précises, et un enthousiasme parfois un peu précipité à attribuer toute nouvelle découverte de compositions de cette époque à Mozart.
Néanmoins, la liste des symphonies à l'authenticité douteuse ou faussement attribuées à Mozart n'est pas fixée : la découverte de nouvelles preuves peut parfois tant permettre d'en identifier l'auteur que de mettre en doute l'authenticité d’œuvres auparavant attribuées avec certitude à Mozart.

## Causes des attributions fautives
Parmi les nombreuses raisons expliquant l'attribution erronée d’œuvres à Mozart, on peut citer les suivantes :
- Lorsqu'il étudiait la musique, le jeune Mozart avait pour habitude de recopier des extraits d'autres compositeurs. La découverte postérieure de ces fragments de la main de Mozart a parfois mené à des rapprochements hasardeux quant à la paternité des œuvres recopiées. Plus particulièrement, ces documents ont nourri la confusion entre les œuvres de Wolfgang et celles de son père Leopold Mozart, ou d'autres compositeurs de l'entourage de la famille de Mozart, tels que Michael Haydn[2].
- Une fois devenu un compositeur et artiste reconnu, Mozart incluait parfois au sein de ses concerts des pièces d'un autre compositeur, souvent jeune et en difficulté. Si la paternité des œuvres jouées était annoncée oralement, l’œuvre tierce alors jouée demeurant associée au nom de Mozart, lui était postérieurement abusivement attribuée[3].
- La publication et la diffusion de la musique au XVIIIe siècle se faisaient de manière très lâche. Des versions manuscrites des œuvres étaient mises en circulation sans réel contrôle, entretenant la confusion sur leur paternité, et de fréquentes attributions erronées[4].
- Les manquements et inexactitudes originels dans l'identification des œuvres de Mozart, notamment du fait du marchand de musique hambourgeois Johann Christoph Westphal, ont été repris postérieurement lors de l'établissement formel du catalogue de l’œuvre de Mozart par Breitkop & Härtel et Köchel. Ces erreurs ont par la suite longtemps persisté[5].
- L'étendue des compositions perdues de l’œuvre de Mozart n'est pas connue. Les redécouvertes occasionnelles d’œuvres oubliées de la fin du XVIIIe siècle en lien avec certains endroits fréquentés ou visités par Mozart, ont souvent débouché sur une attribution précipitée à Mozart, avant qu'elle ne soit ensuite démentie par les archives[6].

## Le Catalogue Köchel
Le catalogue Köchel, en général considéré comme la liste de référence de l’œuvre de Mozart, a été publié par Ludwig von Köchel en 1862, puis révisé et mis à jour à plusieurs occasions. Le catalogue d'origine, ou K, fait état dans une annexe, ou Anhang, de pièces incomplètes ou perdues, sans souci chronologique. Ces pièces sont identifiées par le préfixe Anh, contrairement aux pièces du catalogue principal, identifiées par la lettre K.
Lors de la dernière révision du catalogue (1964, K6), l'Anhang a été enrichie d’œuvres douteuses ou incertaines.
D'après les découvertes les plus récentes, certaines pièces anciennement répertoriées dans l' Anhang ont été "promues" dans le corps principal, avec une référence K, tandis que d'autres, inversement, ont quitté le K pour l'Anhang.
Néanmoins, cette catégorisation entre K et Anhang n'est pas, ainsi que souligné par Zaslaw, un indicateur fiable de l'authenticité de l'attribution des œuvres à Mozart. Zaslaw qualifie "d'arbitraire" le classement de certaines pièces, et en appelle à des "catégories plus honnêtes et clairement définies" pour les œuvres problématiques.
Deest est utilisé pour identifier les pièces qui n'ont été incluses dans aucune des versions du catalogue Köchel, mais qui ont été par le passé été attribuées à Mozart.

## Liste des symphonies de Mozart à l'authenticité douteuse ou lui ayant été faussement attribuées
| No. | No. dans le K1 | No. dans le K6        | Année    | Titre                                                                                  | Mouvements | Commentaires | Références |
| --- | -------------- | --------------------- | -------- | -------------------------------------------------------------------------------------- | ---------- | --- | ---------- |
| 1   | K. 15a–ss      | K. 15a–ss             | 1764     | Esquisses pour clavier en mi bémol majeur, l'ensemble étant dénommé "Symphonie No. 0". | 4          | Le carnet de note londonien de Mozart contient 43 esquisses musicales, cataloguées de K.15a à K.15ss. Neal Zaslaw a postulé l'existence, à partir de quatre de ces esquisses, d'une symphonie "londonienne" aujourd'hui perdue. Son argumentaire repose sur son interprétation de remarques formulées par Maria Anna Mozart, mais aucune source indépendante ne vient les confirmer.                    | ,          |
| 2   | K. 16b         | Anh. C11.01           | 1765     | Symphonie en do majeur                                                                 | –          | Cette œuvre, datant de la période londonienne de Mozart, n'est qu'esquissée, et est généralement attribuée à Leopold Mozart. | ,          |
| 3   | K. 17          | Anh. C11.02           | 1765?    | Symphonie no 2 en si bémol majeur                                                      | 4          | Attribuée à Mozart dans K1, sur la base d'une copie du XIXe siècle, et désignée comme sa deuxième symphonie. Depuis, l'origine de l'œuvre a été remise en cause, notamment pour sa médiocre qualité (Dearling la qualifie de "rustique et plutôt maladroite"). Actuellement, on suppose qu'elle n'a pas été composée par Wolfgang, mais peut-être par son père Leopold.                                 | ,          |
| 4   | K. 18          | Anh. A51              | 1764?    | Symphonie no 3 en mi bémol majeur                                                      | 3          | Figurant dans le K1 en tant que troisième symphonie de Mozart, cette œuvre a depuis été identifiée comme la Symphonie no 6 de Carl Friedrich Abel, que Mozart, lors de son séjour londonien, a recopiée et peut-être réarrangée en tant qu'exercice. | ,          |
| 5   | Anh. 220       | K. 16a                | Inconnue | Symphonie en la mineur ("Odense")                                                      | 3          | Les parties pour orchestre de cette œuvre ont été découvertes à Odense, au Danmark, en 1983. L'événement a alors été célébré comme la redécouverte d'une symphonie perdue en la mineur. L'analyse du manuscrit et de l'histoire de l'œuvre "perdue" a depuis permis de la rattacher à une série fallacieuse de symphonies passées par le marchand de musique hambourgeois J.C. Westphal (mort en 1797). | ,          |
| 6   | Anh. 222       | K. 19b                | 1765?    | Symphonie en do majeur                                                                 | –          | Cette symphonie, dont il n'existe que les trois premières mesures de l'ouverture en allegro, a été postulée par Alfred Einstein : le fragment serait une partie d'une symphonie en do majeur de Mozart, aujourd'hui perdue. Depuis, des doutes ont été formulés sur les origines de ce fragment et son attribution demeure incertaine.                                                                  |            |
| 7   | K. 76          | K. 42a                | 1767?    | Symphonie no 43 en fa majeur (In NMA, Section 46)                                      | 4          | Considérée avec certitude comme œuvre de Mozart, sa paternité est discutée ; attribuée par certains à Leopold Mozart, mais attribution tant à Wolfgang qu'à Leopold rejetée par Cliff Eisen | ,          |
| 8   | Anh. 214       | K. 45b                | 1767?    | Symphonie no 55 en si bémol majeur (In NMA, Section 46)                                | 4          | Cette symphonie était perdue, jusqu'à la découverte d'une copie à Berlin en 1943. Les origines de l'œuvre sont contestées (1767 à Salzbourg, selon Zaslaw, ou 1769 à Vienne, selon le NMA). L'attribution à Mozart ne peut être confirmée mais est souvent considérée comme fondée. | ,          |
| 9   | Anh. 215       | K. 66c                | 1768?    | Symphonie en ré majeur                                                                 | –          | Membre d'un ensemble de trois symphonies perdues (cf. 64d et 66e), connu uniquement par des incipits figurant au catalogue de Breitkopf & Härtel. Dearling suppose que ces symphonies ont pu avoir été composées postérieurement, en préparation du voyage de la famille de Mozart en Italie en 1769, mais aucune preuve directe ne vient étayer la paternité de Mozart sur les œuvres.                 | ,          |
| 10  | Anh. 217       | K. 66d                | 1768?    | Symphonie en si bémol majeur                                                           | –          | Voir note sur K. 66c | ,          |
| 11  | Anh. 218       | K. 66e                | Inconnue | Symphonie en si bémol majeur                                                           | –          | Voir note sur K. 66c | ,          |
| 12  | Anh. 216       | Anh. C11.03 (K3: 74g) | 1770?    | Symphonie no 54 en si bémol majeur                                                     | 4          | Jusqu'en 1910, seul l'incipit de l’œuvre était connu. Une copie, perdue depuis, a alors été découverte à la Bibliothèque de Berlin, et l’œuvre attribuée à Mozart sur la base de son "style" mais sans réelle justification. Aujourd'hui, en l'absence de preuve directe, la paternité de l’œuvre est considérée comme incertaine.                                                                      | ,          |
| 13  | K. 98          | Anh. C11.04           | 1770?    | Symphonie en fa majeur no 56                                                           | 4          | Considérée à l'origine comme authentique par, notamment, Köchel, la symphonie est depuis considérée comme l’œuvre d'un compositeur inconnu, sans rapport avec la famille Mozart. Néanmoins, deux copies de l’œuvre sont attribuées à Mozart. | ,          |
| 14  | –              | Anh. C11.05           | Inconnue | Symphonie en si bémol majeur                                                           | 1          | Publiée à Paris vers 1806, perdue puis retrouvée en 1937, l’œuvre était alors considérée comme une "deuxième symphonie parisienne". Néanmoins, sa médiocrité ("une imitation de seconde zone d'un ouverture d'opérette française") en fait plutôt l’œuvre d'un faussaire anonyme. | [ 33 ]     |
| 15  | Anh. 219       | Anh. C11.06           | Inconnue | Symphonie en ré majeur                                                                 | –          | Répertoriée dans le catalogue de Breitkopf & Härtel comme une œuvre de Mozart, obtenue du marchand de musique hambourgeoois Johann Christoph Westphal, il s'agit d'une symphonie de Leopold Mozart. | [ 34 ]     |
| 16  | –              | Anh. C11.07           | Inconnue | Symphonie en ré majeur                                                                 | –          | N'en est connue que l'incipit de deux mesures, figurant dans le catalogue manuscrit de Breitkopf & Härtel. L'attribution à Mozart est incertaine. | [ 35 ]     |
| 17  | –              | Anh. C11.08           | Inconnue | Symphonie en fa majeur                                                                 | –          | N'en est connue que l'incipit de quatre mesures, figurant dans le catalogue manuscrit de Breitkopf & Härtel. L'attribution à Mozart est incertaine. | [ 35 ]     |
| 18  | K. 81          | K. 73l                | 1770     | Symphonie en ré majeur no 44 (In NMA, Section 47)                                      | 3          | Les opinions sont partagées sur son auteur, entre Leopold et Wolfgang. Le catalogue Breitkopf la répertorie comme œuvre de Leopold, et il a été postérieurement avancé qu'elle pourrait être de Wolfgang. Aucune preuve certaine ne permet de trancher. | ,          |
| 19  | K. 97          | K. 73m                | 1770     | Symphonie en ré majeur no 47 (In NMA, Section 47)                                      | 4          | Seule l'absence de signature autographe est source d'incertitude sur l'attribution de l’œuvre. Elle est souvent considérée comme authentique ; Dearling n'en doute pas. | ,          |
| 20  | K. 95          | K. 73n                | 1770?    | Symphonie en ré majeur "no 45" (In NMA, Section 47)                                    | 4          | Zaslaw décrit la paternité de cette symphonie comme "n'ayant jamais été discutée de manière sérieuse". Les catalogues K1 et K6 prétendent, sans preuve autre que l'absence de partition signée, que l'œuvre a été écrite à Rome en 1770. Elle possède des traits mozartiens, et est peut-être authentique mais antérieure à la date annoncée, mais ces hypothèses ne sont pas prouvées.                 | [ 42 ]     |
| 21  | K. 84          | K. 73q                | 1770     | Symphonie en ré majeur no 11 (In NME, Section 47)                                      | 3          | Des copies provenant de Vienne, Berlin et Prague attribuent l'œuvre respectivement à Wolfgang, Leopold et Karl Ditters von Dittersdorf. Son analyse stylistique penche en faveur de Wolfgang, Dittersdorf étant le moins probable. | ,          |
| 22  | K. 75          | K. 75                 | 1771     | Symphonie en fa majeur no 42 (In NMA, Section 47)                                      | 4          | Malgré son authenticité incertaine, son attribution à Mozart n'a pas beaucoup été remise en question, même si Zaslaw la juge de "provenance mystérieuse". De plus, le menuet et le trio constituent, de manière inhabituelle, le second et non le troisième mouvement. | [ 46 ]     |
| 23  | K. 96          | K. 111b               | 1771?    | Symphonie en do majeur no 46 (In NMA, Section 47)                                      | 4          | Certains aspects stylistiques de l'œuvre remettent en cause sa datation supposée, qui est peut-être postérieure. En l'absence d'une partition signée ou de preuves directes, elle ne peut être attribuée à Mozart avec certitude. Elle est néanmoins habituellement considérée comme telle. | [ 47 ]     |
| 24  | Anh. 293       | Anh. C11.09           | 1775     | Symphonie en sol majeur                                                                | 4          | Majoritairement considérée comme composée par Leopold, après avoir été attribuée à Wolfgang. | [ 48 ]     |
| 25  | K. 291         | Anh. A52              | 1781?    | Symphonie en ré majeur                                                                 | 3          | Cette symphonie, en fait la symphonie no 23 de Michael Haydn, a été attribuée à Mozart de manière erronée, à partir d'un fragment de manuscrit recopié par Mozart, sans doute afin d'en étudier la fugue du mouvement final. | [ 49 ]     |
| 26  | –              | Anh. A59              | 1783?    | Quatre incipits en ré, sol, et ré et do majeur majeur                                  | –          | Trois de ces incipits ont depuis été identifiés avec les symphonies no 47, no 62 et no 75 de Joseph Haydn. Le quatrième incipit reste non identifié, et constitue peut-être un reste d'une symphonie perdue de Mozart. | [ 50 ]     |
| 27  | –              | Anh. C11.10           | Inconnue | Symphonie en fa majeur                                                                 | ?          | Symphonie, attribuée par erreur à Mozart, d'Ignace Joseph Pleyel (1757–1831), compositeur autrichien et Kapellmeister à Strasbourg en 1789. Il a composé de nombreuses symphonies et autres pièces pour orchestres, mais il était célèbre pour sa qualité de fabricant de pianos. | ,          |
| 28  | –              | Anh. C11.11           | 1783     | Symphonie en do majeur                                                                 | ?          | Une symphonie du compositeur bohémien Adalbert Gyrowetz (1763–1850). Jouée en 1785 lors d'un concert donné par Mozart à Vienne, elle avait alors été abusivement attribuée à Mozart même. | ,          |
| 29  | K. 444         | Anh. A53              | 1784?    | Symphonie en sol majeur no 37                                                          | 3          | Symphonie no 25 de Michael Haydn, pour laquelle Mozart composa une introduction lente de vingt mesures. Elle fut donnée pour la première fois à Linz, en même temps que la Symphonie no 36 de Mozart. Jusqu'en 1907, l'œuvre complète fut considérée comme émanant de Mozart, et était souvent jouée en tant que symphonie no 37.                                                                       | ,          |
| 30  | –              | Anh. C11.12           | Inconnue | Symphonie en fa majeur                                                                 | –          | Zaslaw a identifié cette œuvre, figurant dans l'Anhang du K.6, comme symphonie de Carl Dittersdorf, et auparavant attribuée abusivement à Mozart. | [ 56 ]     |
| 31  | Anh. 294       | Anh. C11.13           | Inconnue | Symphonie en sol majeur                                                                | –          | Zaslaw a identifié cette œuvre, figurant dans l'Anhang du K.6, comme symphonie de Leopold, et auparavant attribuée abusivement à Mozart. | [ 56 ]     |
| 32  | –              | Anh. C11.14           | Inconnue | Symphonie en fa majeur                                                                 | ?          | Découverte à Milan en 1944, et alors annoncée comme une symphonie perdue de Mozart, elle s'est révélée être une œuvre d'Anton Eberl (1765–1807), quasi contemporain de Mozart et dont les compositions apparaissent parfois sous le nom de Mozart. | ,          |
| 33  | –              | Anh. C11.15           | Inconnue | Symphonie en do majeur                                                                 | 4          | Symphonie d'un compositeur inconnu, dont le manuscrit est conservé au Musée national de Prague. Le nom de Mozart figure sur la couverture, mais, selon Zaslaw, "il n'y a de preuve indiscutable ou de raisons musicales de penser que cette œuvre est de la plume de Wolfgang Mozart". | [ 59 ]     |
| 34  | –              | Anh. C11.16           | Inconnue | Symphonie en sol ou do majeur                                                          | –          | Une symphonie d'un compositeur inconnu, identifiée par Zaslaw comme ayant été à moment donné attribuée à Mozart, mais sans détails sur sa provenance. | [ 56 ]     |
| 35  | –              | K. deest              | 1767     | Symphonie en sol majeur ("Neue Lambach")                                               | 4          | Découverte à l'abbaye de Lambach, visitée par la famille Mozart en 1769, elle est attribuée à Leopold plutôt qu'à Wolfgang. Darling note une ressemblance "remarquable" avec la symphonie no 1 de Dittersdorf. | ,          |
| 36  | –              | K. deest              | 1760     | "Sinfonia"                                                                             | 1          | Œuvre de Johann Georg Wassmuth (mort en 1766), compositeur de cour et Kapellmeister à Wurtzbourg. Un manuscrit de la bibliothèque de Thurn und Taxis à Ratisbonne l'attribue abusivement à Mozart. | ,          |
| 37  | –              | K. deest              | 1785     | Symphonie en do mineur                                                                 | 4          | Une symphonie de Joseph Martin Kraus (1766–1792), catégorisée par erreur en 1971 par la Bibliothèque nationale de France comme œuvre de Mozart, vraisemblablement à la suite de la mauvaise lecture de la signature du manuscrit. | [ 65 ]     |
| 38  | –              | K. deest              | 1730     | Symphonie en ré majeur                                                                 | 2          | Une œuvre, dite Artaserse, de Johann Adolph Hasse, attribuée par erreur à Mozart en raison de l'apposition postérieure de la signature de Mozart sur le manuscrit original conservé à la bibliothèque de Thurn und Taxis à Ratisbonne. | [ 66 ]     |
| 39  | –              | K. deest              | 1761     | Symphonie                                                                              | ?          | Symphonie de Joseph Haydn, dont une attribution douteuse à Mozart est mentionnée par Zaslaw, identifiée seulement par la référence "Hob. I:6." | [ 67 ]     |